# Château d'Esnon
Le château d'Esnon est un château situé à Esnon, en France.

## Localisation
Le château est situé dans le département français de l'Yonne, sur la commune d'Esnon.

## Historique
L'édifice est inscrit au titre des monuments historiques en 1980.